# Старе Вареле
Старе Вареле (пол. Stare Warele) — село в Польщі, у гміні Клюково Високомазовецького повіту Підляського воєводства.
Населення — 92 особи (2011).
У 1975-1998 роках село належало до Ломжинського воєводства.

## Демографія
Демографічна структура станом на 31 березня 2011 року:
|          | Загалом | Допрацездатний вік | Працездатний вік | Постпрацездатний вік |
| -------- | ------- | ------------------ | ---------------- | -------------------- |
| Чоловіки | 50      | 7                  | 35               | 8                    |
| Жінки    | 42      | 7                  | 22               | 13                   |
| Разом    | 92      | 14                 | 57               | 21                   |